# Distrito electoral federal 5 del estado de México
El V Distrito Electoral Federal del Estado de México es uno de los 300 Distritos Electorales en los que se encuentra dividido el territorio de México para la elección de diputados federales y uno de los 40 en los que se divide el Estado de México. Su cabecera es la ciudad de Teotihuacán de Arista.
El Distrito V está ubicado en extremo noreste del territorio del Estado de México, desde 2022 está conformado por los municipios de Temascalapa, Teotihuacán y la región norte del municipio de Tecámac. Lo conforman 106 secciones electorales.

## Distritaciones anteriores

### Distritación 1996 - 2005
Entre 1996 y 2005 el Quinto Distrito fue conformado por los municipios de Acolman, Axapusco, Nopaltepec, Otumba, San Martín de las Pirámides, Tecámac, Temascalapa, Teotihuacán, Tepetlaoxtoc y Tezoyuca. Su cabecera era la misma Ciudad de Teotihucán.

### Distritación 2005 - 2017
Entre 2005 y 2014 el territorio del distrito era casi idéntico, fue conformado por los municipios de Acolman, Atenco, Axapusco, Chiautla, Chiconcuac, Nopaltepec, Otumba, Papalotla, San Martín de las Pirámides, Temascalapa, Teotihuacán y Tepetlaoxtoc. Su cabecera distrital era Teotihuacán de Arista.

### Distritación 2017 - 2022
Tras la distritación electoral nacional de 2014-2017 llevada a cabo por el Instituto Nacional Electoral el territorio del distrito electoral fue conformado por los municipios de Acolman, Axapusco, Chiautla, Nopaltepec, Papalotla, Otumba, San Martín de las Pirámides, Temascalapa, Teotihuacán y Tepetlaoxtoc. La cabecera distrital era Teotihuacán de Arista.

## Diputados por el distrito
| Legislatura   | Periodo                                           | Diputado                       | Grupo parlamentario                  |
| ------------- | ------------------------------------------------- | ------------------------------ | ------------------------------------ |
| I             | 7 de diciembre de 1857-17 de mayo de 1861         |                                |                                      |
| II            | mayo de 1861-mayo de 1863                         |                                |                                      |
| III           | 20 de octubre de 1863-1865                        |                                |                                      |
| IV            | 5 de noviembre de 1867-14 de septiembre de 1868   |                                |                                      |
| V             | 15 de septiembre de 1869-15 de septiembre de 1871 |                                |                                      |
| VI            | 15 de septiembre de 1871-15 de septiembre de 1873 |                                |                                      |
| VII           | 15 de septiembre de 1873-15 de septiembre de 1875 |                                |                                      |
| VIII          | 15 de septiembre de 1875-22 de mayo de 1878       |                                |                                      |
| IX            | 2 de septiembre de 1878-15 de septiembre de 1880  |                                |                                      |
| X             | 16 de septiembre de 1880-15 de septiembre de 1882 |                                |                                      |
| XI            | 16 de septiembre de 1882-15 de septiembre de 1884 |                                |                                      |
| XII           | 16 de septiembre de 1884-15 de septiembre de 1886 |                                |                                      |
| XIII          | 16 de septiembre de 1886-15 de septiembre de 1888 |                                |                                      |
| XIV           | 16 de septiembre de 1888-15 de septiembre de 1890 |                                |                                      |
| XV            | 16 de septiembre de 1890-15 de septiembre de 1892 |                                |                                      |
| XVI           | 16 de septiembre de 1892-15 de septiembre de 1894 |                                |                                      |
| XVII          | 16 de septiembre de 1894-15 de septiembre de 1896 |                                |                                      |
| XVIII         | 16 de septiembre de 1896-15 de septiembre de 1898 |                                |                                      |
| XIX           | 16 de septiembre de 1898-15 de septiembre de 1900 |                                |                                      |
| XX            | 16 de septiembre de 1900-15 de septiembre de 1902 |                                |                                      |
| XXI           | 16 de septiembre de 1902-15 de septiembre de 1904 |                                |                                      |
| XXII          | 16 de septiembre de 1904-15 de septiembre de 1906 |                                |                                      |
| XXIII         | 16 de septiembre de 1906-15 de septiembre de 1908 |                                |                                      |
| XXIV          | 16 de septiembre de 1908-15 de septiembre de 1910 |                                |                                      |
| XXV           | 16 de septiembre de 1910-15 de septiembre de 1912 |                                |                                      |
| XXVI          | 16 de septiembre de 1912-10 de octubre de 1913    | Tranquilino Navarro            |                                      |
| XXVI (bis)    | 16 de noviembre de 1913-5 de agosto de 1914       |                                |                                      |
| Constituyente | 1 de diciembre de 1916-5 de febrero de 1917       | No se eligió diputado          | No se eligió diputado                |
| XXVII         | 15 de abril de 1917-31 de agosto de 1918          | Austreberto P. Castañeda       |                                      |
| XXVIII        | 1 de septiembre de 1918-31 de agosto de 1920      |                                |                                      |
| XXIX          | 1 de septiembre de 1920-31 de agosto de 1922      |                                |                                      |
| XXX           | 1 de septiembre de 1922-31 de agosto de 1924      | José Alba Reza                 |                                      |
| XXXI          | 1 de septiembre de 1924-31 de agosto de 1926      |                                |                                      |
| XXXII         | 1 de septiembre de 1926-31 de agosto de 1928      |                                |                                      |
| XXXIII        | 1 de septiembre de 1928-31 de agosto de 1930      |                                |                                      |
| XXXIV         | 1 de septiembre de 1930-31 de agosto de 1932      |                                |                                      |
| XXXV          | 1 de septiembre de 1932-31 de agosto de 1934      |                                |                                      |
| XXXVI         | 1 de septiembre de 1934-31 de agosto de 1937      |                                |                                      |
| XXXVII        | 1 de septiembre de 1937-31 de agosto de 1940      |                                |                                      |
| XXXVIII       | 1 de septiembre de 1940-31 de agosto de 1943      |                                |                                      |
| XXXIX         | 1 de septiembre de 1943-31 de agosto de 1946      |                                |                                      |
| XL            | 1 de septiembre de 1946-31 de agosto de 1949      |                                |                                      |
| XLI           | 1 de septiembre de 1949-31 de agosto de 1952      |                                |                                      |
| XLII          | 1 de septiembre de 1952-31 de agosto de 1955      |                                |                                      |
| XLIII         | 1 de septiembre de 1955-31 de agosto de 1958      | Gregorio Velázquez Sánchez     | Partido Revolucionario Institucional |
| XLIV          | 1 de septiembre de 1958-31 de agosto de 1961      | Francisco Pérez Ríos           | Partido Revolucionario Institucional |
| XLV           | 1 de septiembre de 1961-31 de agosto de 1964      | Eduardo Arias Nuville          | Partido Revolucionario Institucional |
| XLVI          | 1 de septiembre de 1964-31 de agosto de 1967      | Mario Colín Sánchez            | Partido Revolucionario Institucional |
| XLVII         | 1 de septiembre de 1967-31 de agosto de 1970      | Faustino Sánchez Pinto         | Partido Revolucionario Institucional |
| XLVIII        | 1 de septiembre de 1970-31 de agosto de 1973      | Enrique Díaz Nava              | Partido Revolucionario Institucional |
| XLIX          | 1 de septiembre de 1973-31 de agosto de 1976      | Javier Barrios González        | Partido Revolucionario Institucional |
| L             | 1 de septiembre de 1976-31 de agosto de 1979      | José Martínez Martínez         | Partido Revolucionario Institucional |
| LI            | 1 de septiembre de 1979-31 de agosto de 1982      | Antonio Huitrón Huitrón        | Partido Revolucionario Institucional |
| LII           | 1 de septiembre de 1982-31 de agosto de 1985      | Antonio Vélez Torres           | Partido Revolucionario Institucional |
| LIII          | 1 de septiembre de 1985-29 de octubre de 1987     | Regina Reyes Retana Márquez    | Partido Revolucionario Institucional |
| LIII          | 3 de noviembre de 1987-31 de agosto de 1988       | Agustín Nieto Suárez           | Partido Revolucionario Institucional |
| LIV           | 1 de septiembre de 1988-31 de octubre de 1991     | Jaime Almazán Delgado          | Partido Revolucionario Institucional |
| LV            | 1 de noviembre de 1991-31 de octubre de 1994      | Pablo Gómez Monroy             | Partido Revolucionario Institucional |
| LVI           | 1 de noviembre de 1994-31 de agosto de 1997       | Regina Reyes Retana Márquez    | Partido Revolucionario Institucional |
| LVII          | 1 de septiembre de 1997-9 de febrero de 2000      | Eduardo Bernal Martínez        | Partido Revolucionario Institucional |
| LVII          | 15 de marzo de 2000-31 de agosto de 2000          | Jesús Fernando Espinosa Franco | Partido Revolucionario Institucional |
| LVIII         | 1 de septiembre de 2000-31 de agosto de 2003      | Tereso Martínez Aldana         | Partido Acción Nacional              |
| LIX           | 1 de septiembre de 2003-31 de agosto de 2006      | Gaspar Ávila Rodríguez         | Partido Revolucionario Institucional |
| LX            | 1 de septiembre de 2006-25 de febrero de 2009     | José Antonio Saavedra Coronel  | Partido de la Revolución Democrática |
| LX            | 25 de febrero de 2009-16 de marzo de 2009         | Vacante                        | Partido de la Revolución Democrática |
| LX            | 16 de marzo de 2009-4 de mayo de 2009             | José Antonio Saavedra Coronel  | Partido de la Revolución Democrática |
| LX            | 4 de mayo de 2009-6 de julio de 2009              | Vacante                        | Partido de la Revolución Democrática |
| LX            | 6 de julio de 2009-31 de agosto de 2009           | José Antonio Saavedra Coronel  | Partido de la Revolución Democrática |
| LXI           | 1 de septiembre de 2009-2 de abril de 2012        | Felipe Borja Texocotitla       | Partido Revolucionario Institucional |
| LXI           | 2 de abril de 2015-17 de abril de 2012            | Vacante                        | Partido Revolucionario Institucional |
| LXI           | 17 de abril de 2012-25 de abril de 2012           | Felipe Borja Texocotitla       | Partido Revolucionario Institucional |
| LXI           | 25 de abril de 2015-5 de julio de 2012            | Vacante                        | Partido Revolucionario Institucional |
| LXI           | 5 de julio de 2012-31 de agosto de 2012           | Felipe Borja Texocotitla       | Partido Revolucionario Institucional |
| LXII          | 1 de septiembre de 2012-2 de marzo de 2015        | Darío Zacarías Capuchino       | Partido Revolucionario Institucional |
| LXII          | 3 de marzo de 2015-31 de agosto de 2015           | Marisol Morales Fernández      | Partido Revolucionario Institucional |
| LXIII         | 1 de septiembre de 2015-29 de marzo de 2018       | Cristina Sánchez Coronel       | Partido Revolucionario Institucional |
| LXIII         | 29 de marzo de 2018-5 de julio de 2018            | Vacante                        | Partido Revolucionario Institucional |
| LXIII         | 5 de julio de 2018-31 de agosto de 2018           | Cristina Sánchez Coronel       | Partido Revolucionario Institucional |
| LXIV          | 1 de septiembre de 2018-31 de agosto de 2021      | Francisco Favela Peñuñuri      | Partido del Trabajo (México)         |
| LXV           | 1 de septiembre de 2021-31 de agosto de 2024      | Francisco Favela Peñuñuri      | Partido del Trabajo (México)         |
| LXVI          | 1 de septiembre de 2024-                          | Patricia Galindo Alarcón       | Partido del Trabajo (México)         |

## Resultados Electorales

### Elecciones de 2024
|  | 56.80 % |

|  | 34.33 % |

|  | 6.42 % |

|  | 0.09 % |

|  | 2.36 % |

|  | 100.0 % |

|  | 66.61 % |

### Elecciones de 2021
|  | 37.64 % |

|  | 30.97 % |

|  | 18.71 % |

|  | 2.61 % |

|  | 2.32 % |

|  | 1.97 % |

|  | 1.94 % |

|  | 1.41 % |

|  | 0.12 % |

|  | 2.31 % |

|  | 100.00 % |

|  | 62.71 % |

### Elecciones de 2018
|  | 50.21 % |

|  | 28.99 % |

|  | 17.98 % |

|  | 0.06 % |

|  | 2.76 % |

|  | 100.00 % |

|  | 71.74 % |

### Elecciones de 2009
|  | Partido Acción Nacional                        |  | María Julia Rioja Martínez |
|  | Coalición Primero México (PRI, PVEM)           |  | Felipe Borja Texocotitla   |
|  | Partido de la Revolución Democrática           |  | Ricardo Palomares Madero   |
|  | Coalición Salvemos a México (PT, Convergencia) |  | Antonio Rea López          |
|  | Partido Nueva Alianza                          |  | Rosa Martha Soto Alanís    |
|  | Partido Socialdemócrata                        |  | Joaquín Mendoza Marroquín  |